# Californisch-Engels
Californisch-Engels (Engels: Californian, California English of Californian English) is een variëteit van het Amerikaans-Engels zoals die gesproken wordt in de Amerikaanse deelstaat Californië. In tegenstelling tot gebieden in het oosten van de VS heeft Californië geen al te opvallend dialect. Bovendien wordt er in de staat - met een diverse bevolking - ook heel diverse dialecten gesproken. Er zijn twee stereotypes over het Californisch-Engels: de Valley girls (naar wie het sociolect Valleyspeak vernoemd is) en surfer dudes. Toch spreken lang niet alle Californiërs zoals die stereotypes. Zo heeft Californië een redelijk grote bevolking Afro-Amerikanen, van wie een groot aandeel African American Vernacular English spreekt. Latino's en andere minderheden hebben eveneens een eigen tongval.

## Fonologie

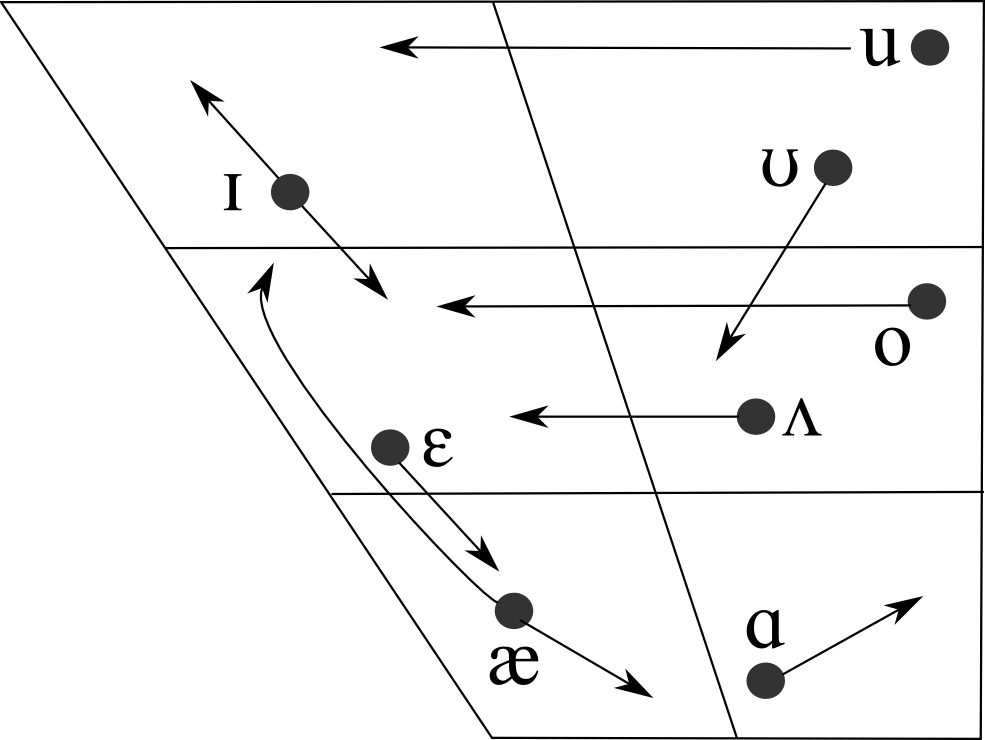
Een diagram van de Northern California vowel shift, gebaseerd op het werk van Penny Eckert.

De Westelijke Verenigde Staten vormen het grootste dialectgebied in de Verenigde Staten. Het heeft eigenlijk weinig kenmerken die het van andere dialecten onderscheiden. Dat kan liggen aan het feit dat het Westen de plaats is die het meest recent gekoloniseerd is door Engelstalige Amerikaanse kolonisten en dat de taal dus onvoldoende tijd heeft gehad om opvallende eigen kenmerken of om sterk verschillende plaatselijke dialecten te ontwikkelen. Er bestaat wel enig bewijs dat bepaalde gebieden in het Westen van de VS eigen dialecten aan het ontwikkelen zijn. Zo zijn er verschillende fonologische veranderingen die eigen zouden zijn aan het Californisch-Engels. Die zijn echter helemaal niet universeel aanwezig in de uitspraak van Californiërs. Veelal vertonen ook inwoners van buurstaten Arizona, Nevada of Oregon diezelfde kenmerken.
Het meest opmerkelijk is de Northern California Vowel Shift of California Vowel Shift, een klankverschuiving. Men vermoedt dat de verschuiving nog niet zo ver gevorderd is; zeker nog niet zo ver als de bekendere Northern Cities Vowel Shift.
Verder heeft het Californisch zoals de meeste variëteiten van het Amerikaans-Engels een rhotisch accent. Californisch-Engels wordt eveneens gekenmerkt door het samenvallen van de klinkers in de woorden cot en caught (de zogenaamde cot-caught merger).
Volgens amateur-linguïst Rick Aschmann heeft de San Francisco Bay Area een andere uitspraak dan de rest van Californië. De uitspraak in de Bay Area zou sterk aanleunen bij die van inwoners van Zuid-New Jersey, Delaware, Maryland en Zuidoost-Pennsylvania, terwijl de rest van Californië aansluit bij het Engels van de Westelijke Verenigde Staten.

## Lexicon
Woorden die sterk geassocieerd worden met Californisch-Engels, omdat ze gepopulariseerd werden door de stereotiepe Californische Valley girls en surfer dudes, zijn onder andere awesome, fer sure, harsh, gnarly en dude. Die woorden zijn populair gebleven en worden nu ook elders veel gebruikt. Het gebruik van het woord like voor verschillende grammaticale functies (waaronder als quotatieve markeerder) is een ander voorbeeld. Gelijkaardig is het gebruik van all in diezelfde functie; een fenomeen dat minder bekend is buiten Californië. Het wordt gebruikt zoals van soms in het Nederlands wordt gebruikt:
I'm like, 'where have you been?'
I'm all, 'where have you been?'
Ik heb zoiets van 'waar zat je?'